# ライアン・オルーク
ライアン・パトリック・オルーク（Ryan Patrick O'Rourke, 1988年4月30日 - ）は、アメリカ合衆国マサチューセッツ州ウースター出身の元プロ野球選手（投手）。左投右打。

## 経歴

### プロ入りとツインズ時代
2010年のMLBドラフト13巡目（全体405位）でミネソタ・ツインズから指名され、6月10日に契約。契約後、傘下のアパラチアンリーグのルーキー級エリザベストン・ツインズでプロデビュー。13試合（先発5試合）登板して1勝3敗、防御率5.10、39奪三振を記録した。
2011年はA級ベロイト・スナッパーズでプレーし、34試合（先発17試合）に登板して5勝5敗1セーブ、防御率3.18、107奪三振のを記録した。
2012年はA級ベロイトで開幕を迎え、29試合に登板。2勝5敗2セーブ、防御率5.59、56奪三振の成績で、7月28日にA+級フォートマイヤーズ・ミラクルへ昇格した。A+級フォートマイヤーズでは9試合に登板して0勝1敗、防御率5.50、16奪三振を記録した。
2013年はA+級フォートマイヤーズで開幕を迎えたが、4月22日に7日間の故障者リストに登録された。A+級フォートマイヤーズでは17試合に登板して5勝1敗3セーブ、防御率2.22、21奪三振を記録を残した。7月にAA級ニューブリテン・ロックキャッツへ昇格。17試合に登板して0勝2敗2セーブ、防御率4.67、19奪三振を記録した。
2014年はAA級ニューブリテンで開幕を迎え、50試合に登板。2勝4敗4セーブ、防御率3.98、52奪三振の成績を残した。8月31日にAAA級ロチェスター・レッドウイングスへ昇格し、1試合に登板した。オフの12月19日に翌年のメジャーのスプリングトレーニングに招待選手として参加する事が決定した。
2015年4月9日にAA級チャタヌーガ・ルックアウツで開幕を迎え、2試合に登板後、4月17日にAAA級ロチェスターへ昇格した。AAA級ロチェスターでは、20試合に登板して防御率5.93、22奪三振を記録した。7月6日にメジャー契約を結んでアクティブ・ロースター入りし、7月7日のボルチモア・オリオールズ戦でメジャーデビューを果たした。その後はリリーフとして定着し、28試合に登板して防御率6.14、24奪三振を記録した。
2016年3月29日にオプションでAAA級ロチェスターへ配属され、開幕を迎えた。4月16日にメジャーに昇格。5月6日にDFAとなり、9日に40人枠を外れる形でAAA級ロチェスターへ配属された。その後、8月13日に再びメジャー契約を結んでアクティブ・ロースター入りした。この年は26試合に投げ、0勝1敗、防御率3.96という成績を記録した。防御率及びWHIPを改善し、四球も減らして成長の跡を残した。
2017年は開幕前に左肘を故障しており、1年間故障者リストで過ごした。そのため、この年はメジャー及びマイナーでの登板は無かった。オフの11月6日にFAとなった。

### オリオールズ傘下時代
2017年11月28日にオリオールズとマイナー契約を結んだ。
2018年は傘下のルーキー級ガルフ・コーストリーグ・オリオールズ、A-級アバディーン・アイアンバーズ、A+級フレデリック・キーズ、AAA級ノーフォーク・タイズでプレーし、4球団合計で15試合に登板して0勝2敗、防御率1.26、21奪三振を記録した。オフの11月2日にFAとなった

### メッツ時代
2018年11月15日にニューヨーク・メッツとマイナー契約を結び、2019年のスプリングトレーニングに招待選手として参加することになった。
2019年の開幕は傘下のAAA級シラキュース・メッツで迎え、5月1日にメジャー契約を結んでアクティブ・ロースター入りした。6月26日にDFAとなった、28日にマイナー契約となった。8月8日に自由契約となった。

### ツインズ傘下時代
2019年8月10日にミネソタ・ツインズとマイナー契約を結び、AAA級ロチェスターへ配属された。オフの11月4日にFAとなった。
2020年6月9日、個人Twitterにおいて現役引退を発表した。

## 詳細情報

### 年度別投手成績
| 年 度    | 球 団    | 登 板 | 先 発 | 完 投 | 完 封 | 無 四 球 | 勝 利 | 敗 戦 | セ 丨 ブ | ホ 丨 ル ド | 勝 率 | 打 者 | 投 球 回 | 被 安 打 | 被 本 塁 打 | 与 四 球 | 敬 遠 | 与 死 球 | 奪 三 振 | 暴 投 | ボ 丨 ク | 失 点 | 自 責 点 | 防 御 率 | W H I P |
| -------- | -------- | ----- | ----- | ----- | ----- | -------- | ----- | ----- | -------- | ----------- | ----- | ----- | -------- | -------- | ----------- | -------- | ----- | -------- | -------- | ----- | -------- | ----- | -------- | -------- | ------- |
| 2015     | MIN      | 28    | 0     | 0     | 0     | 0        | 0     | 0     | 0        | 0           | ----  | 97    | 22.0     | 16       | 3           | 15       | 2     | 0        | 24       | 2     | 0        | 15    | 15       | 6.14     | 1.41    |
| 2016     | MIN      | 26    | 0     | 0     | 0     | 0        | 0     | 1     | 0        | 0           | .000  | 101   | 25.0     | 18       | 3           | 10       | 0     | 1        | 24       | 2     | 1        | 13    | 11       | 3.96     | 1.12    |
| 2019     | NYM      | 2     | 0     | 0     | 0     | 0        | 0     | 0     | 0        | 0           | ----  | 6     | 1.1      | 0        | 0           | 3        | 0     | 0        | 1        | 0     | 0        | 0     | 0        | 0.00     | 2.25    |
| MLB：3年 | MLB：3年 | 56    | 0     | 0     | 0     | 0        | 0     | 1     | 0        | 0           | .000  | 204   | 48.1     | 34       | 6           | 28       | 2     | 2        | 49       | 4     | 1        | 28    | 26       | 4.84     | 1.28    |

### 背番号
- 61（2015年 - 2016年）
- 71（2019年）